# アーチボールド・キング
アーチボールド・キング （Archibold King、1848年 - 1886年8月28日）は、明治時代にお雇い外国人として来日したイギリスの技術者である。

## 経歴・人物
スコットランドのグラスゴー出身。1873年（明治6年）ヘンリー・ダイアーと共に来日し、工部省工学寮（現在の東京大学）の器械学教員を1875年（明治8年）まで務めた。
翌1876年（明治9年）からは石川島平野造船所（後の石川島播磨重工業、現在のIHI）の技師を務め、1879年（明治12年）には、平野富二の経営する同社の分工場として設けられた横浜石川口製鉄所の顧問技師を委嘱された。官営横浜製鉄所が製鉄所から買い入れた新しい設備を引き継いで、船舶用器械と一般器械の製造を開始し、その技術指導をした。これにより現在のIHIへと発展した。
1886年（明治19年）コレラのため、東京で38歳で死去した。